# Elliott Chaze
Pour les articles homonymes, voir Chaze.
Elliott Chaze, né le 15 novembre 1915 à Mamou, en Louisiane, et mort le 11 novembre 1990, est un écrivain américain de roman policier.

## Biographie
Vétéran de la Seconde Guerre mondiale, Elliott Chaze  est par la suite journaliste dans le Mississippi. Un seul de ses titres a été traduit en France, Il gèle en enfer, qui raconte la fuite échevelée d'un criminel et d'une prostituée, traqués de ville en ville après avoir braqué un fourgon bourré de billets de banque. Ce roman est adapté au cinéma sous le même titre en 1990 par Jean-Pierre Mocky.

## Œuvre
- The Stainless Steel Kimono (1947)
- The Golden Tag (1950)
- Black Wings Has My Angel (1953) Publié en français sous le titre Il gèle en enfer, Paris, Gallimard, Série noire no 196, 1954 Publié en français dans une nouvelle traduction intégrale de Christophe Mercier sous le titre Noires sont les ailes de mon ange, Paris, Rivages/Noir no 814, 2011
- Two Roofs and a Snake on the Door (1963)
- Tiger in the Honeysuckle (1965)
- Wettermark (1969)
- Goodbye Goliath (1983)
- Mr. Yesterday (1984)
- Little David (1985)
- The Catherine Murders (1986)

## Filmographie
- 1990 : Il gèle en enfer, film français réalisé par Jean-Pierre Mocky, d'après le roman Black Wings Has My Angel, avec Jean-Pierre Mocky et Lauren Grandt.

## Sources
- Claude Mesplède et Jean-Jacques Schleret, SN Voyage au bout de la noire, Paris, Futuropolis, 1982, p. 77-78.
- Les Auteurs de la Série Noire, 1945-1995, collection Temps noir, Joseph K., 1996, (avec Claude Mesplède), p. 93.